# Tríkorfo (Messénie)
Pour les articles homonymes, voir Tríkorfo.
Tríkorfo, en grec moderne : Τρίκορφο, est un village et ancien dème du district régional de Messénie, en Grèce. Depuis 2010, il est fusionné au sein du dème de Messini.
Selon le recensement de 2011, la population du dème compte 706 habitants tandis que celle du village s'élève à 361 habitants.